# تصنيف المجرات

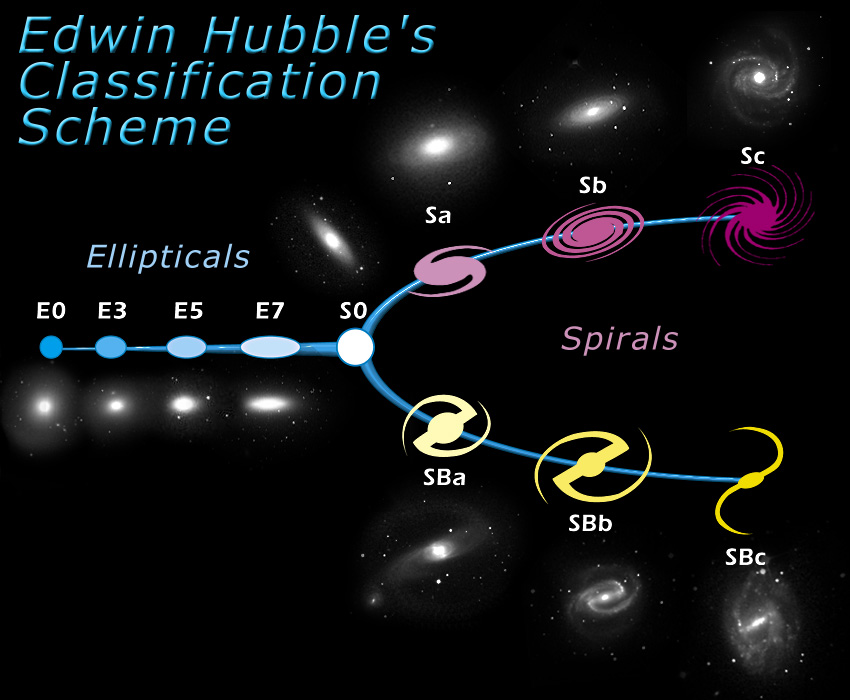
تتابع اشكال المجرات في شكل شوكة رنانة ، طبقا لتصنيف هابل.

تصنيف المجرات (Galaxies Classification) تقدم علم الفلك خطوة كبرى إلى الأمام عندما وجد ان المجرات لها أشكال مختلفة تعتمد على طبيعتها وتاريخها. كان التصنيف المبدئي يقسم المجرات إلى ثلاثة أنواع بالنسبة لشكلها:
- المجرات الإهليلجية (بيضاوية)
- المجرات الحلزونية (لولبية)
- المجرات غير المنتظمة

وتدل الإحصاءات الفلكية أن حوالي 78 % من المجرات حلزونية، و 18 % اهليلجية، و 4 % فقط غير منتظمة. كما اتضح للعالم الفلكي إدوين هابل خلال العشرينيات من القرن العشرين، أولا أنه توجد مجرات أخرى كثيرة في الكون، حيث كان الناس يعتقدون أن مجرتنا هي المجرة الوحيدة في الكون. عكف هابل على رصد مجرات ومجرات واستطاع تعيين بعده عنا، فكانت مسافتها عن الأرض تبلع ملايين ومئات الملايين من السنين الضوئية. ليس هذا فقط ما وجده إدوين هابل بل أنه وجد أن المجرات تبتعد عن بعضها البعض، ومن هنا بدأ التحقق في أن الكون يتمدد.
يرجع فضل هابل إلى معرفة تلك الحقائق عن الكون ن كما أنه أول من فكر في تصنيف أنواع المجرات.

## أمثلة بالصور

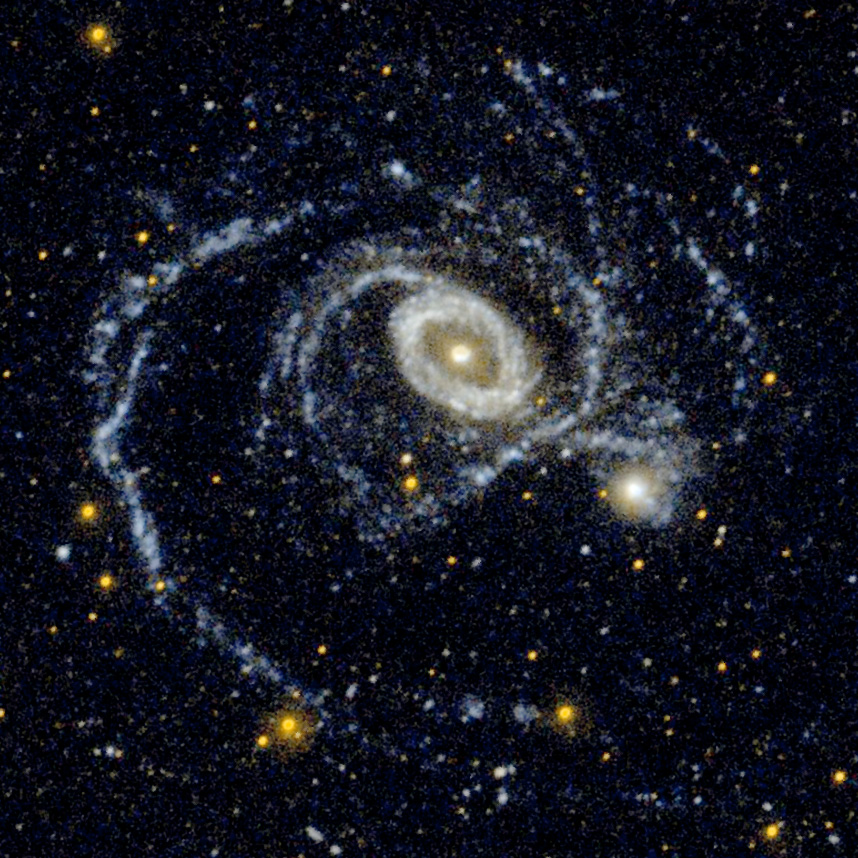
NGC 1512 تصنيف SB(r)ab.
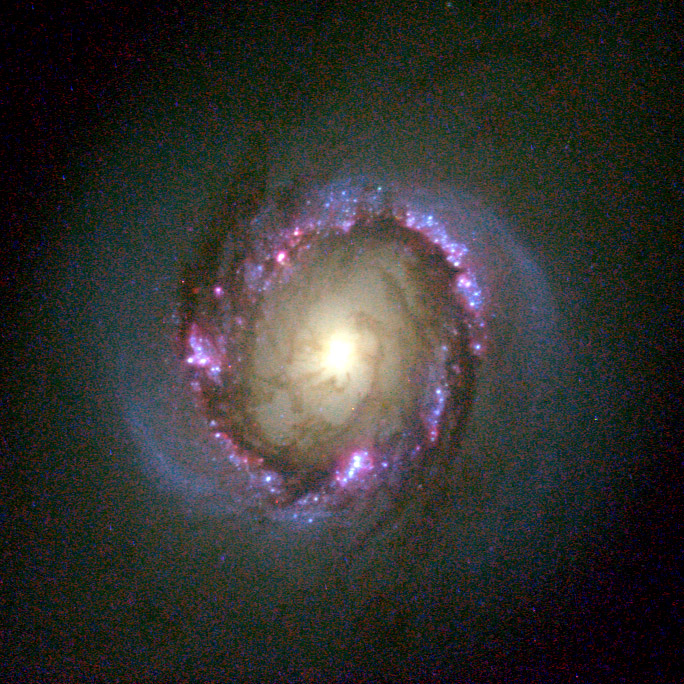
NGC 4314 تصنيف SB(rs)a. (تلسكوب هابل الفضائي)
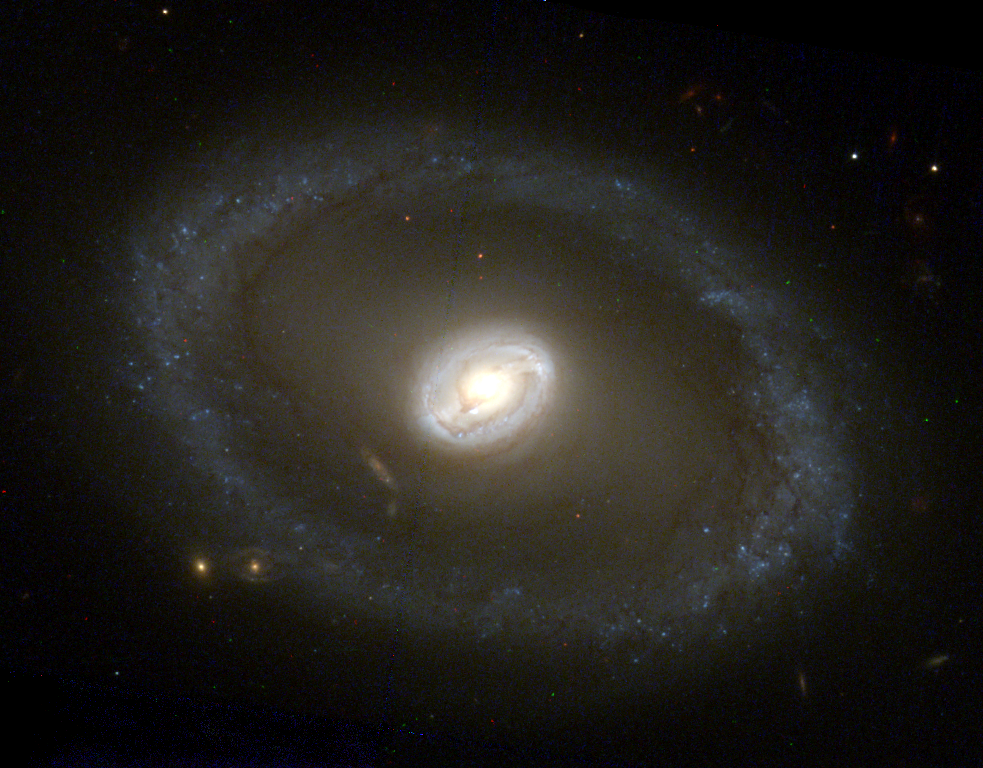
NGC 3081 تصنيف(R)SAB0/a(r) (تلسكوب هابل الفضائي)
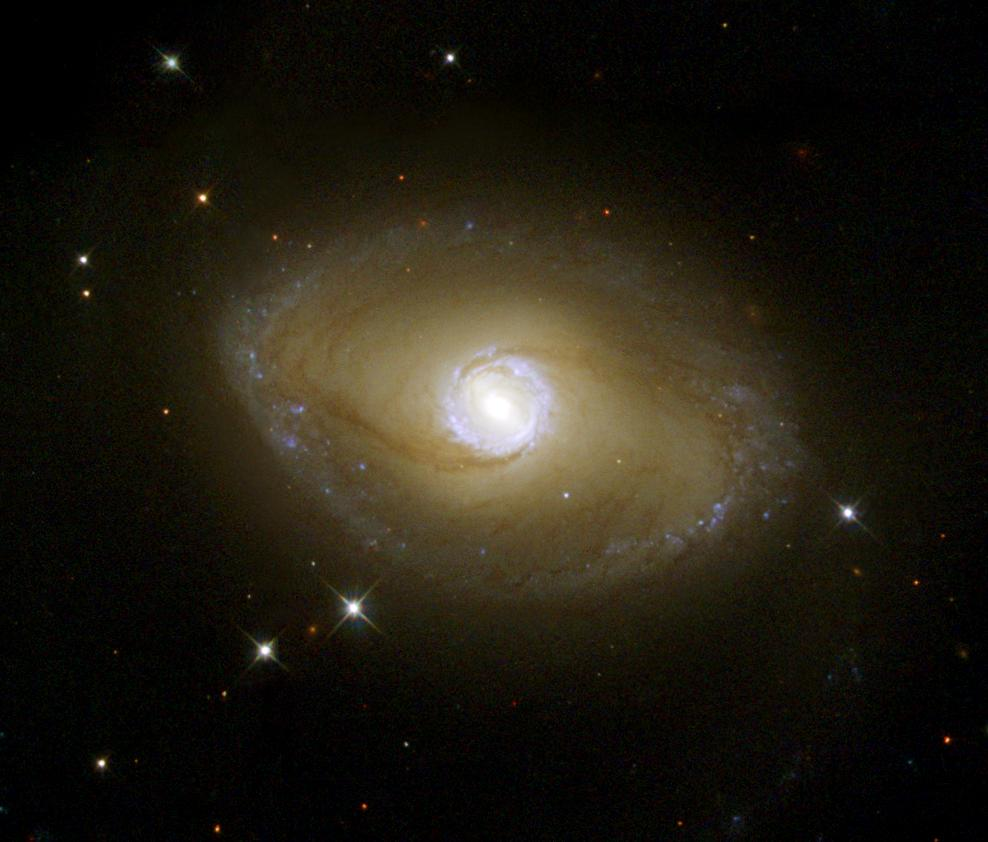
NGC 6782: مجرة حلزونية من التصنيف SB(r)0/a
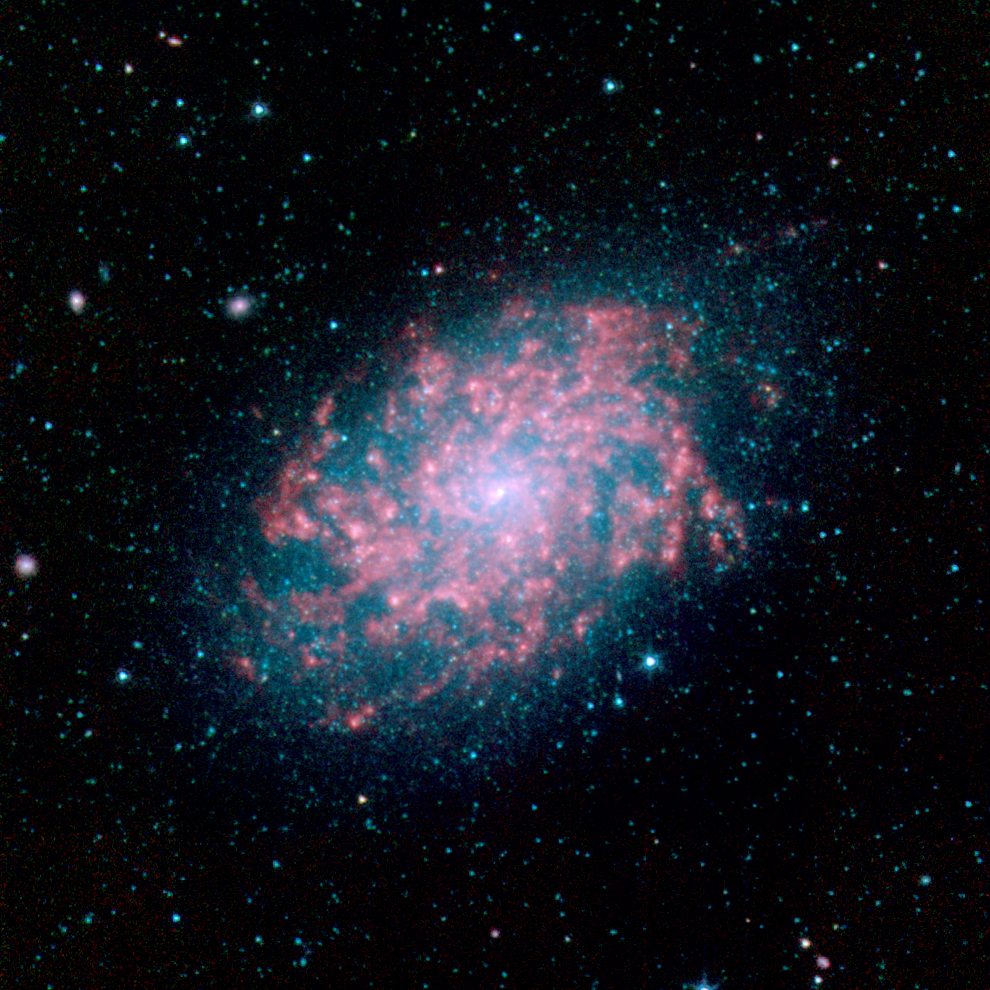
NGC 7793: مجرة حلزونية من التصنيف SA(s)d
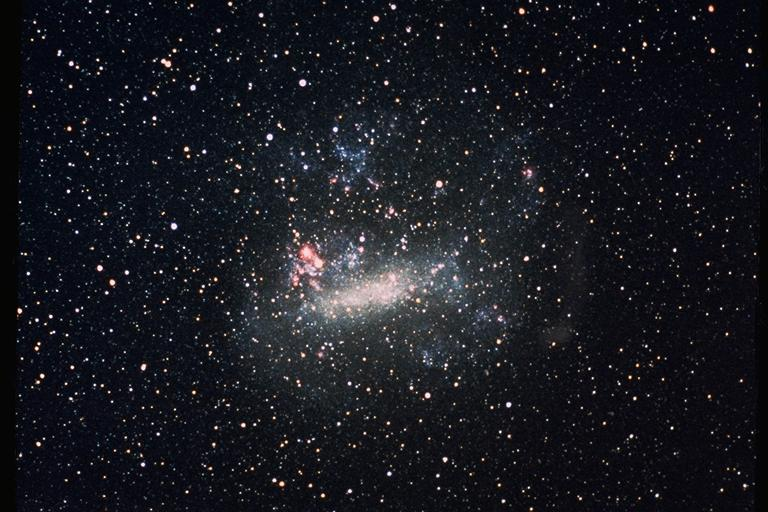
سحابة ماجلان الكبرى: من التصنيف SBm .
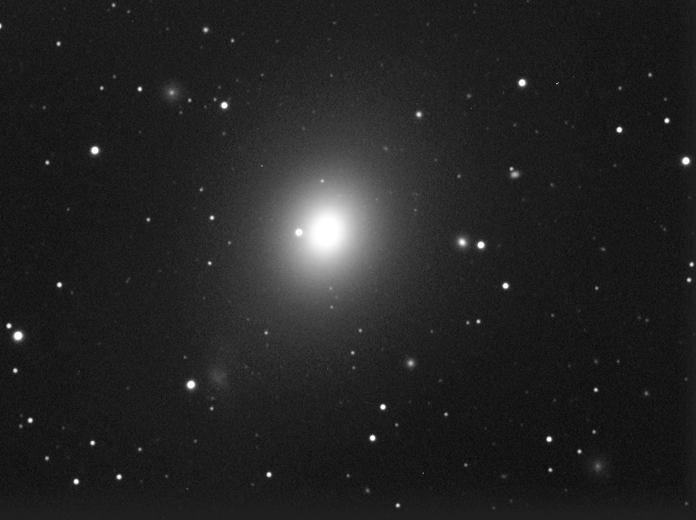
مسييه 49 تصنيف (E2)
М81 تصنيف(Sb)
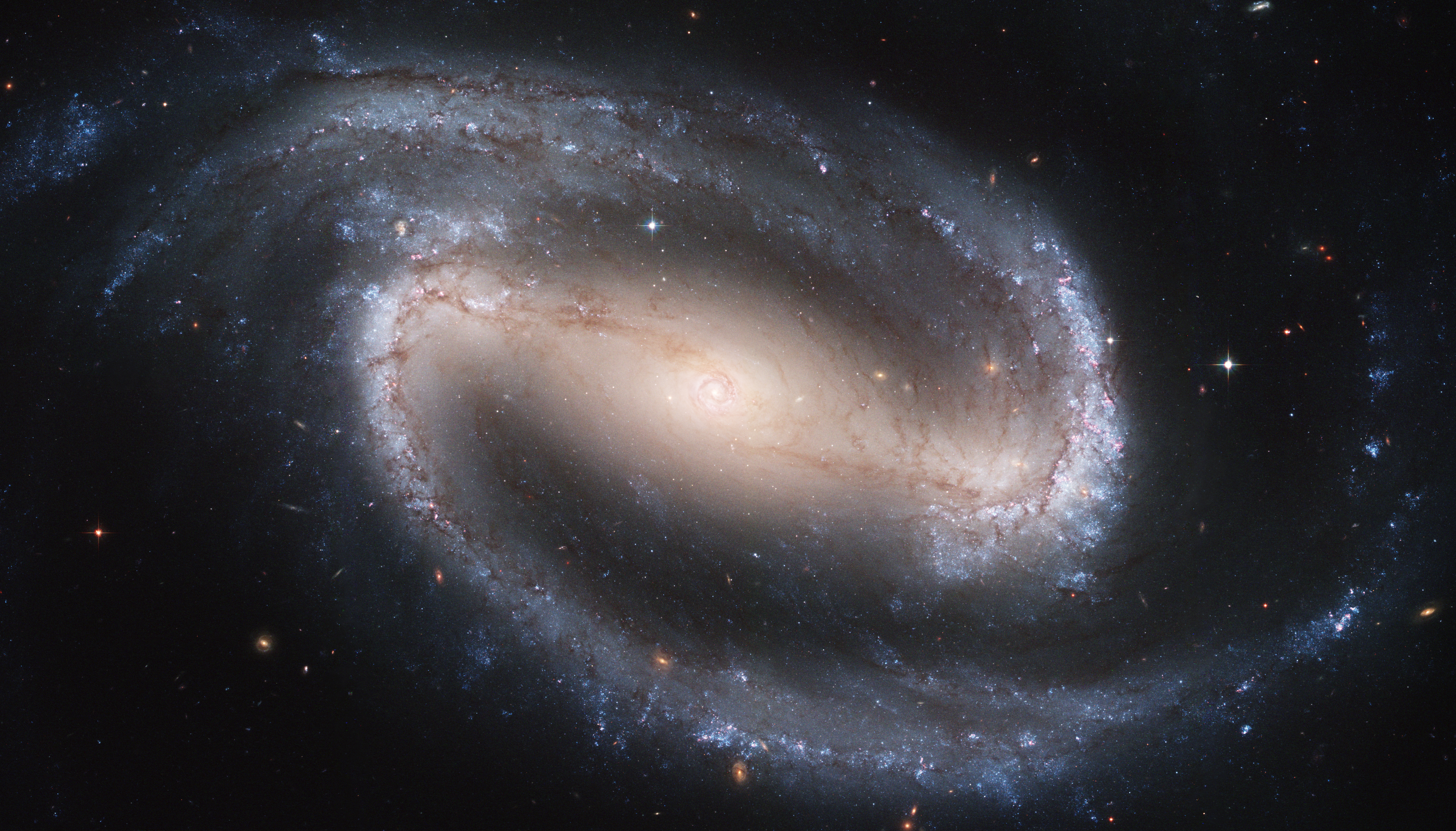
NGC 1300 تصنيف (SBbc)

## اقرأ أيضا
- نسق هابل للمجرات
- سديم الشبح الصغير
- مجرة الحلقة
- أرب 299